# بانفو (أورن)
بانفو هي بلدية في أورن في شمال غرب فرنسا.